# Districtul Ouenza
Ouenza este un district din provincia Tébessa, Algeria.